# Verantwortungseigentum
Als Verantwortungseigentum wird eine besondere Form des Eigentums an Unternehmen bezeichnet. Die deutsche Rechtsordnung kennt ein solches Rechtsinstitut derzeit nicht, die Einführung der Rechtsform „Gesellschaft mit gebundenem Vermögen“ (GmbH-gebV) in das deutsche Gesellschaftsrecht ist aber im Koalitionsvertrag der schwarz-roten Koalition von 2025 vorgesehen. Verantwortungseigentum bedeutet, dass die Eigentümer des Unternehmens zwar Stimm- und Teilhaberechte haben, jedoch nicht am Gewinn teilhaben. Damit soll sichergestellt werden, dass das Unternehmen vorrangig der Verwirklichung des Unternehmenszwecks und nicht dem Gewinnstreben der Anteilseigner dient. Auf diese Weise kann es besonders verantwortungsvoll und sinnorientiert agieren. Etwa 200 Unternehmen in Deutschland, die rund 1,2 Millionen Mitarbeiter beschäftigen, sind in Verantwortungseigentum. Dazu zählen sich – teilweise nach eigener Darstellung – zum Beispiel Unternehmen wie Bosch und Zeiss.
In Dänemark ist das Konzept weiter verbreitet, rund 60 % des Wertes des dänischen Aktienindexes zählt zu Unternehmen in Verantwortungseigentum.

## Forderung nach neuer Rechtsform
Die Rechtsformen der GmbH oder AG machen aus dem Unternehmen automatisch Privatvermögen; ein „Asset-Lock“ (aus dem Engl.: asset – Vermögen, Gewinn, lock – Sperre, Blockierung) ist nur durch komplexe rechtliche Umwege zu erreichen. Deswegen fordern viele Unternehmer eine neue Rechtsform speziell für Unternehmen, die Verantwortungseigentum umsetzen möchten. Diskutiert wird vor allem die Schaffung einer neuen Rechtsformvariante der GmbH, bei der die gesetzlichen Regelungen zu Vererbung und Veräußerung von Geschäftsanteilen modifiziert werden. 2021 wurde im Koalitionsvertrag zwischen SPD, Grünen und der FDP beschlossen, für Unternehmen mit gebundenem Vermögen eine „geeignete Rechtsgrundlage [zu ]schaffen“. Laut der Stiftung Verantwortungseigentum konnte das Vorhaben nicht mehr umgesetzt werden und die SPD hatte sich für eine eigenständige Rechtsform starkgemacht. Im Oktober 2023 äußerte sich auch der Bundespräsident Frank-Walter Steinmeier positiv zum Vorhaben. Im Koalitionsvertrag der schwarz-roten Koalition von 2025 heißt es: „Wir … wollen eine neue, eigenständige Rechtsform ‚Gesellschaft mit gebundenem Vermögen‘ einführen. Merkmale dieser Rechtsform sind die unabänderliche Vermögensbindung und die Teilhabe nach mitgliedschaftlicher Logik ohne steuerliche Privilegierungen oder Diskriminierungen“.

## Prinzipien von Verantwortungseigentum

### Verantwortungseigentum stellt zwei Dinge rechtlich sicher
1. Eigenständigkeit: Die Kontrolle über das Unternehmen (Mehrheit der Stimmrechte) bleibt immer in den Händen von Menschen, die mit dem Unternehmen innerlich verbunden sind und die Werte des Unternehmens im Sinne seiner langfristigen Entwicklung tragen. Es gibt keine automatische Vererbung und das Unternehmen kann nicht mehr als Spekulationsgut gehandelt werden. Es bleibt in der „Werte-Familie“.
2. Asset-Lock: Gewinne werden nicht als Selbstzweck, sondern als Mittel zum Zweck angesehen: Verantwortungseigentum verankert rechtlich verbindlich, dass das Unternehmensvermögen nicht persönliches Vermögen der Verantwortungseigentümer ist. Gewinne und Vermögen des Unternehmens werden dadurch weitestgehend für die Unternehmensentwicklung freigehalten – sie dienen dem Unternehmenszweck, werden reinvestiert oder gemeinnützig gespendet. Die „Verantwortungseigentümer“ sind eben nicht „Vermögenseigentümer“.

### Erweiterung des Familien-Verständnisses
Im Kern kommt Verantwortungseigentum damit einer Erweiterung des Familienunternehmen-Verständnisses gleich, mit dem Unterschied, dass der Wert der Eigenständigkeit und die Langfristigkeit der Unternehmensverantwortung nun nicht mehr an eine genetische Eigentümerfamilie gebunden ist, sondern vor allem an „Fähigkeiten- und Werte-Verwandtschaft“, kurz: an die Verantwortungseigentümer.

## Rechtliche Umsetzung von Verantwortungseigentum
Unternehmen im Besitz (gemeinnütziger) Stiftungen erfüllen den Aspekt der zweckgebundenen Mittelverwendung. Um sich auch der Ewigkeitsgarantie anzunähern, sind im deutschen Recht jedoch Konstruktionen wie das Doppelstiftungsmodell oder das Veto-Anteils-Modell notwendig.
Davon klar abzugrenzen sind hingegen Stiftungsunternehmen, deren Stiftungen nicht gemeinnützig sind bzw. private Destinatäre haben – die also Vermögenseigentümer haben und nicht Verantwortungseigentümer. Letztere werden vor allem von Familienunternehmen als „Familienstiftungen“ genutzt.
Der Vorschlag einer VE-Gesellschaft von Marcel Fratzscher und gut weiteren 600 Unternehmern und Wirtschaftsexperten stieß auf positive Grundstimmungen aus Teilen von SPD, Bündnis 90/Die Grünen und CDU. Auch der Ökonom Lars Feld zählt sich zu den Unterstützern des Konzepts. Joachim Hennrichs kritisierte mögliche Lock-in-Effekte von Kapital sowie Steuervorteile gegenüber anderen Körperschaften.

## Unternehmen in Verantwortungseigentum

### Deutschland
Zu den rund 200 Unternehmen in Verantwortungseigentum in Deutschland zählen z. B. ABNOBA GmbH, Alnatura, Arche Naturprodukte, Bosch, Ecosia.org, Elobau, Stapelstein, Globus, Mahle, Sonett, Soulbottles, Vector, Voelkel, Wala, Waldorfshop, Waschbär, WEtell Zeiss, ZF Friedrichshafen. Teilweise ist die Zuordnung jedoch umstritten.

### Dänemark
In Dänemark sind dank besserer rechtlicher Rahmenbedingungen rund 1000 Unternehmen in Verantwortungseigentum. Dazu zählen z. B. Carlsberg, Novo Nordisk oder Lundbeck.

## Förderung von Verantwortungseigentum
Mehrere Organisationen fördern Unternehmen in Verantwortungseigentum, fördern Forschung, investieren in Unternehmen in Verantwortungseigentum und beraten diese Unternehmen. Dazu gehören:
- Purpose Stiftung
- Stiftung Verantwortungseigentum
- GTREU e. V.

## Kritik
In einem gemeinsamen Artikel in der Frankfurter Allgemeinen Zeitung argumentierten Birgit Weitemeyer, Peter Rawert und Rainer Hüttemann gegen das Konzept. Die Stiftung Verantwortungseigentum antwortet in einem offenen Brief an die Mittelstands- und Wirtschaftsunion auf die vorgebrachte Kritik. Laut Noah Neitzel sei eine Körperschaft in Verantwortungseigentum „kein Allheilmittel“, in der „‚schädliches‘, aber legales Geschäftsgebaren weiterhin möglich“ bleibe, aber „aufgrund der fundamental verschobenen Handlungsanreize der Unternehmensleitung [gegenüber bestehenden Körperschaftsformen] unwahrscheinlicher wird“.
Rupay Dahm hob in Agora42 die Relevanz betrieblicher Mitbestimmung in der Selbstverwaltung hervor. In einer zusammenfassenden Betrachtung bekräftigten Ole Nymoen und Wolfgang M. Schmitt Letzteres. Demnach sei die Fortführung der Trennung von Arbeitgeber und -nehmer angesichts eines ‚höheren Ziels‘ ohne Personenbindung wenig nachvollziehbar; das Konzept demnach „kein linkes Projekt“. Es käme sehr auf den Einzelfall an, inwieweit das Verantwortungseigentum zur Durchsetzung von Einzelinteressen wie Steuervorteilen und der dauerhaften Bindung an eine womöglich zukünftig wenig attraktive Geschäftsaktivität genutzt werden könne.